# 나우 유 씨 미 2
《나우 유 씨 미 2》(영어: Now You See Me 2)는 2016년 공개된 미국, 영국의 하이스트 영화로, 2013년 영화 《나우 유 씨 미: 마술사기단》의 속편이다.

## 줄거리
화려했던 마술쇼로부터 1년 후 이제는 도망자 신세가 된 포 호스맨. 이런 상황 속에서 헨리는 도피 행각이 지긋지긋하다며 마술단을 떠나 버렸고, 룰라 메이라는 4차원 매력을 가진 여자가 헨리의 빈자리를 메꿀 새로운 여성 호스맨으로 영입된다.
간만에 이들에게 새로운 임무가 주어진다. 판매하는 스마트폰에 개인 정보를 모으는 프로그램을 설치한 다음 이를 암시장에 내다팔 음모를 꾸미는 회사 옥타의 비밀을 폭로해 버리는 것이다.
작전 당일, 쟁반에 든 음식물도 검문을 거치는 살벌한 보안을 통과한 포 호스맨은 무대 위에 모습을 드러내 쇼를 시작할 준비를 하지만 갑자기 무대 조명이 모두 꺼지더니 정체 모를 음성이 포 호스맨의 정체를 폭로해 버리고, 회사에는 경찰들이 출동한다.
또다시 도망자 신세가 된 포 호스맨은 미리 준비해둔 탈출구로 재빨리 탈출하지만 떨어지게 된 곳은 전혀 엉뚱하게도 중국 마카오. 그리고 이들은 누군가의 초대를 받게 되는데 바로 월터 메이브리의 사생아 아서 트레슬러였다.
아서는 1년 전 그들이 부린 마술 때문에 금전 피해가 이만저만이 아니라며 전 세계 컴퓨터를 훔칠 수 있는 칩을 훔쳐 오라고 협박한다. 다른 호스맨들은 범죄자 손에 놀아나는 짓은 절대로 하지 않겠다며 단호하게 못박지만 대니얼은 다른 호스맨들이 반박할 여지도 주지 않고 곧바로 거래를 수락해 버린다. 이후 포 호스맨은 어쩔 수 없이 아서가 시키는 대로 움직이지만 이대로 당하기만 할 순 없기에 반격을 준비하기 시작한다.
하지만 아서 일당이 이를 알고 있기라도 한 듯 그들의 계획은 서서히 틀어지기 시작한다.

## 출연진
- 제시 아이젠버그 - J. 대니얼 애틀러스 역
- 마크 러펄로 - 딜런 로즈 / 딜런 슈라이크 역
  - 윌리엄 헨더슨 - 어린 딜런 역
- 우디 해럴슨 - 메릿 매키니 / 체이스 매키니 역
- 데이브 프랭코 - 잭 와일더 역
- 대니얼 래드클리프 - 월터 메이브리 역
- 리지 캐플런 - 룰라 메이 역
- 모건 프리먼 - 새디어스 브래들리 역
- 저우제룬 - 리 역
- 서나 레이선 - FBI 부국장 내털리 오스틴 역
- 마이클 케인 - 아서 트레슬러 역
- 헨리 로이드휴스 - 앨런 스콧프랭크 역
- 벤 램 - 오언 케이스 역
- 데이비드 워쇼프스키 - 카원 역
- 차이 친 - 부부 역
- 리처드 랭 - 라이어널 슈라이크 역
- 저스틴 왁스버거 - 조이 테일러 역
- 대니얼 웨스트우드 - 컴퓨터 기술자 역
- 호르헤 레온 - VIP 고객 역
- 마틴 딜레이니 - 보 월시 역
- 데이비드 조지오 - 스테이지 크루 역
- 칼 맥밀런 - 간수 2 (미국) 역
- 짐 피리 - 아이 보이스 역
- 크리스토퍼 로건 - 주방장 역
- 마이클 쿡 - 잭 앞잡이 1 역
- 마이클 매켄지 - 잭 앞잡이 2 역
- 크리스턴 엘즈워스 - 카지노 무희 1 역
- 제시카 리 켈러 - 카지노 무희 2 역
- 루이스 로사도 - 카지노 무희 3 역
- 리 니컬러스 해리스 - 뉴욕주 경찰 담당관 역
- 조이 컬랜드리아 존스 - 매력적인 여자 역